# Autalia rufula
Autalia rufula är en skalbaggsart som beskrevs av Sharp 1888. Autalia rufula ingår i släktet Autalia och familjen kortvingar. Inga underarter finns listade i Catalogue of Life.